# Хронология истории Австралии
На этой странице представлена хронологическая таблица истории Австралии. Более подробная информация находится на странице История Австралии.
Эта хронологическая таблица не закончена; некоторые важные события могут быть не упомянуты. Если Вы знаете о подобных событиях, пожалуйста, поместите информацию о них.

## XVII век
| Год  | Дата | События                               |
| ---- | ---- | ------------------------------------- |
| 1606 |      | Первый европейский визит в Австралию. |

## XVIII век
| Год  | Дата      | События |
| ---- | --------- | --- |
| 1770 |           | Джеймс Кук увидел восточное побережье Австралии, которое назвал Новый Южный Уэльс.                             |
| 1788 | 6 января  | Прибыла эскадра с 778 заключёнными. Великобритания начинает использовать Австралию как исправительную колонию. |
| 1788 | 26 января | Создана британская колония Новый Южный Уэльс.                                                                  |

## XIX век
| Год  | Дата       | События                                                                         |
| ---- | ---------- | ------------------------------------------------------------------------------- |
| 1824 | 3 сентября | Образована колония Квинсленд в составе колонии Новый Южный Уэльс.               |
| 1825 | 6 июля     | Образована колония Северная территория в составе Нового Южного Уэльса.          |
| 1825 | 3 декабря  | Образована колония Земля Ван-Димена (Вандименова земля).                        |
| 1829 | 18 июня    | Образована колония Сван Ривер (колония Реки Сван).                              |
| 1832 | 6 февраля  | Колония Сван Ривер (Лебединая Река) переименована в колонию Западная Австралия. |
| 1836 | 28 декабря | Образована колония Южная Австралия (выделена из колонии Новый Южный Уэльс).     |
| 1840 | 30 января  | Образована колония Новая Зеландия в составе колонии Новый Южный Уэльс.          |
| 1841 | 3 мая      | Новая Зеландия выделена в отдельную колонию.                                    |
| 1851 | 15 июля    | Образована колония Виктория (выделена из колонии Новый Южный Уэльс).            |
| 1856 | 1 декабря  | Колония Земля Ван-Димена (Вандименова земля) переименована в колонию Тасмания.  |
| 1859 | 10 декабря | Квинсленд выделен в отдельную колонию.                                          |
| 1863 | 6 июля     | Колония Северная территория перешла в состав колонии Южная Австралия.           |
| 1868 |            | Австралия перестаёт использоваться как исправительная колония.                  |

## XX век
| Год      | Дата       | События |
| -------- | ---------- | --- |
| 1901     | 1 января   | Вступил в силу закон (ставший конституцией) о создании Австралийского Союза, объединились шесть колоний – Новый Южный Уэльс, Виктория, Квинсленд, Южная Австралия, Западная Австралия и Тасмания. Австралийский Союз получил статус доминиона Великобритании, бывшие колонии — права штатов. Новая Зеландия отказалась от вступления в Союз. |
| 1906     | 1 сентября | Великобритания передала Австралийскому Союзу колонию Британская Новая Гвинея, переименованную в Папуа. |
| 1911     | 1 января   | Образована Территория Федеральной Столицы (Federal Capital Territory), выделена из штата Новый Южный Уэльс. |
| 1911     | 1 января   | Образована Северная территория под управлением федерального правительства, выделена из штата Южная Австралия. |
| 1914     | 11 ноября  | Австралия оккупирует Германскую Новую Гвинею. |
| 1915     | 12 июля    | Бухта Джервис-Бей выделена из штата Новый Южный Уэльс и стала частью Территории Федеральной Столицы, под названием Территория Джервис-Бей. |
| 1920     | 17 декабря | Австралия получает мандат Лиги Наций на управление бывшими германскими колониями: Германской Новой Гвинеей (под названием Северо-Восточная Новая Гвинея) и островом Науру (совместно с Великобританией и Новой Зеландией). |
| 1927 год | 1 марта    | Северная территория разделена на штат Северная Австралия и штат Центральная Австралия. |
| 1931     | 11 декабря | По Вестминстерскому статуту 1931 года все доминионы Великобритании получили права на самостоятельность во внешней и внутренней политике. |
| 1931     | 12 декабря | Штаты Северная Австралия и Центральная Австралия опять объединены в Северную территорию. |
| 1938     | 29 июля    | Территория Федеральной Столицы (Federal Capital Territory) переименована в Территорию Австралийской Столицы (Australian Capital Territory). |
| 1939     | 3 сентября | Австралия вместе с Великобританией и Францией объявила войну Германии. |
| 1942     | 9 сентября | Ратифицирован Вестминстерский статут, принят задним числом с 3 сентября 1939. |
| 1955     | 23 ноября  | Великобритания передала Австралии колонию Кокосовые (Килинг) Острова. |
| 1958     | 1 октября  | Великобритания передала Австралии колонию Остров Рождества (Кристмас). |
| 1968     | 31 января  | Провозглашено независимое государство Республика Науру. |
| 1968     | 1 марта    | Австралия перестала быть доминионом Великобритании, но осталась в Содружестве. |
| 1973     | декабрь    | Территория Папуа — Новая Гвинея получила внутреннее самоуправление. |
| 1975     | 1 сентября | Провозглашено независимое государство Папуа — Новая Гвинея. |
| 1978     | 1 июля     | Северной территории предоставлено самоуправление. |
| 1979     | 25 июля    | Кокосовым островам предоставлена автономия. |
| 1984     | 6 апреля   | По итогам референдума Кокосовые Острова интегрировались в Австралийский Союз. С 1 июля 1992 года под юрисдикцией штата Западная Австралия. |
| 1989     | 11 мая     | Территории Федеральной Столицы предоставлено самоуправление, Территория Бухты Джервис осталась под управлением Содружества, но под юрисдикцией Территории Федеральной Столицы. |
| 1992     | 29 мая     | Образована автономия Острова Пролива Торреса в составе штата Квинсленд. |